# メーデシカステー
メーデシカステー（古希: Μηδεσικάστη, Mēdesikastē）は、ギリシア神話の女性である。長母音を省略してメデシカステとも表記される。トロイア王プリアモスが妃の1人との間にもうけた娘。ペーダイオンの領主イムブリオスと結婚したが、夫はトロイア戦争で戦死した。